# 卡特里奥娜·法伦
卡特里奥娜·法伦（英語：Catriona Fallon，1970年8月8日—），美国女子赛艇运动员。她曾代表美国参加世界赛艇锦标赛，获得一枚金牌和三枚银牌。她也曾参加1996年夏季奥林匹克运动会。